# Добронравов, Василий Гаврилович
Васи́лий Гаври́лович Добронра́вов (7 (19) марта 1861, село Шегодское, Юрьевский уезд, Владимирская губерния — 21 ноября 1919, Владимир) — историк, публицист, педагог, владимирский краевед, духовный писатель. Действительный пожизненный член Владимирской губернской учёной архивной комиссии.

## Биография
Родился 7 (19) марта 1861 года в селе Шегодском Юрьевского уезда (ныне — в Юрьев-Польском районе) Владимирской губернии в семье священника.
Окончил Переславское духовное училище, а в 1881 году — Владимирскую духовную семинарию по 1-му разряду (№ 1).
В 1885 году окончил Санкт-Петербургскую духовную академию со степенью кандидата богословия.
С 1885 года преподаватель философии, психологии, логики и дидактики в Астраханской духовной семинарии , одновременно с 1886 года одновременно организатор и руководитель образцовой школы при ней, преподаватель в епархиальном женском училище, член и делопроизводитель епархиального училищного совета. С 1888 года преподаватель тех же дисциплин во Владимирской духовной семинарии, член педагогического собрания ее правления.
С 1890 года коллежский асессор, с 1891 года надворный советник, с 1892 года член Владимирского епархиального училищного совета, с 1894 года коллежский советник. В 1894—1902 годах делопроизводитель Владимирского отделения Императорского православного палестинского общества, с 1897 года его пожизненный член-сотрудник, статский советник. С 1898 года член Владимирской губернской учёной архивной комиссии, с 1911 года заведующий музеем и председатель её редакционного комитета.
С 1902 года епархиальный наблюдатель церковно-приходских школ. Одновременно с 1906 года преподаватель психологии и логики во Владимирской мужской гимназии и частной женской гимназии Давыдовой.
В 1910 году участвовал в чрезвычайном собрании Училищного совета при Святейшем Синоде. С 1911 года член-сотрудник Императорского археологического института. В 1912 году делегат Всероссийского съезда практических деятелей по борьбе с пьянством,  действительный статский советник (06.05.1912) .
В 1917 году товарищ председателя Владимирского епархиального съезда духовенства и мирян, делегат Всероссийского съезда духовенства и мирян, член Поместного собора Православной Российской Церкви как мирянин от Владимирской епархии, заместитель председателя XIV и член II, III, IV, V, XV отделов.
После революции 1917 года был заведующим Владимирской учёной комиссией и директором её музея. В июне 1918 г. заместитель председателя Владимирского епархиального экстренного съезда, член епархиального и миссионерского советов, проводивших заседания в его квартире.

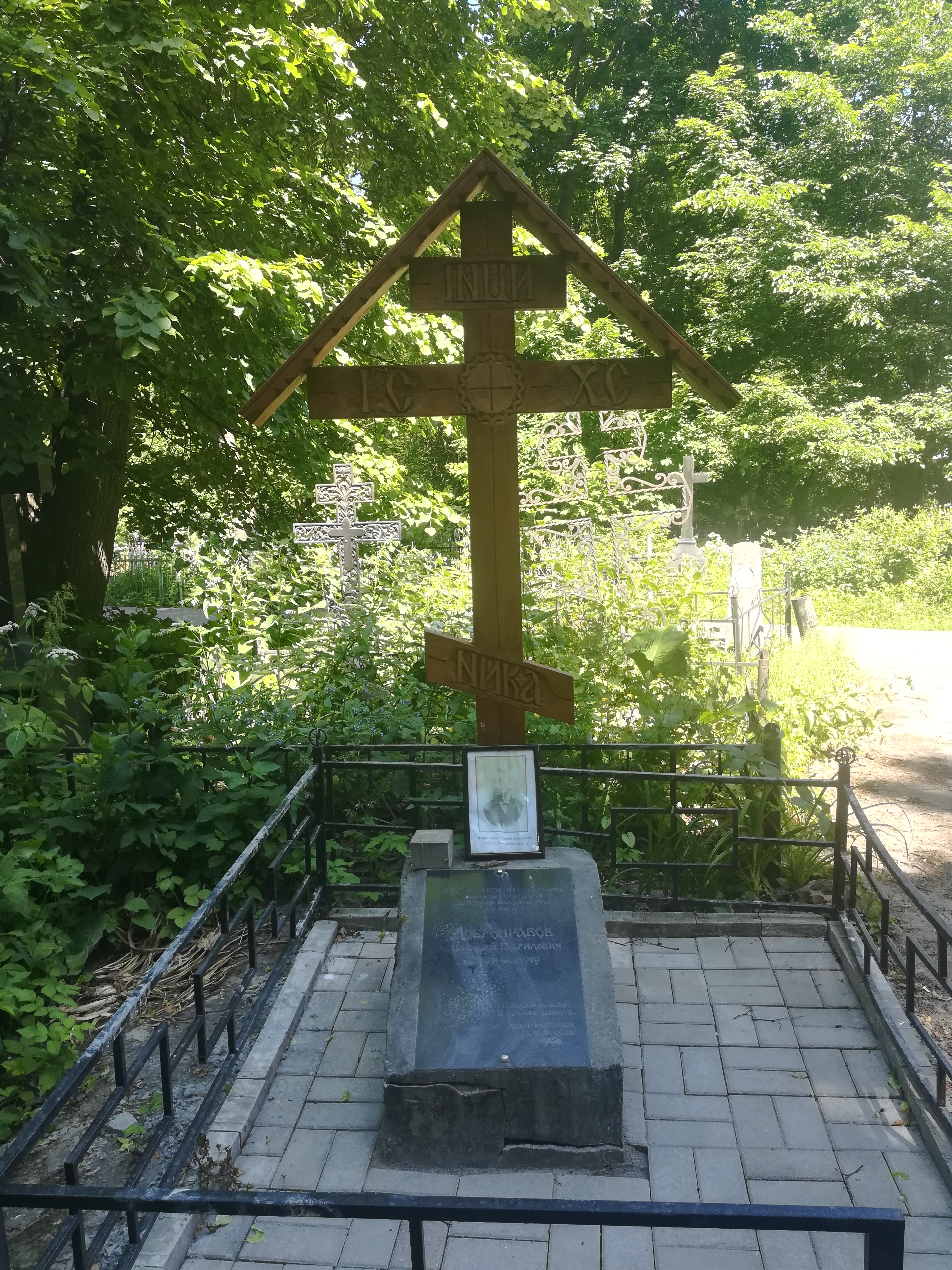
Могила Добронравова

Скончался 21 ноября 1919 года во Владимире от чахотки и похоронен на Князь-Владимирском кладбище (15 уч.).

## Семья
- Отец — Гавриил Иванович, в 1852 году окончил Владимирскую духовную семинарию, с 1857 года — священник в с. Шегодском. Скончался 18 марта 1886 года.
- Сестра — Анна Гавриловна Добронравова (1879—1939) — с 1916 года игумения Воскресенско-Феодоровского монастыря с именем Арсения, причислена к лику святых.
- Жена — Юлия Павловна.
- Дети: Нина, Леонид, Сергей.

## Награды
Ордена св. Станислава III (1892) и II (1898) степени, св. Анны III (1896) и II (1905) степени, св. Владимира IV (1908) и III (1916) степени.